# Richard Trevithick

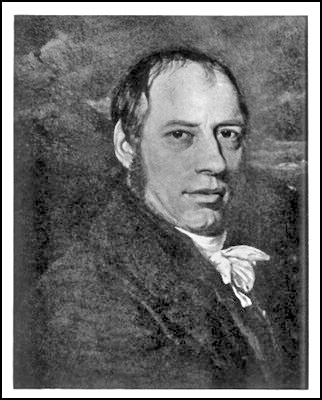
Richard Trevithick

Richard Trevithick (13 tháng 4 năm 1771 – 22 tháng 4 năm 1833) là một nhà phát minh, kỹ sư khai khoáng Cornwall và là người chế tạo nên đầu máy tàu hỏa hơi nước hoạt động đầu tiên. Ông được sinh ra tại Tregajorran (ở giáo khu Illogan), nằm giữa Camborne và Redruth, ở trung tâm của một khu vực trước đây là khu mỏ Cornwall, Anh, Anh quốc. Ông mất ngày 22 tháng 4 năm 1833 tại Dartford, Kent.

## Thời thơ ấu
Richard là con út và là con trai duy nhất của một gia đình có sáu người con. Richard rất cao và khỏe mạnh và chú tâm vào thể thao hơn là học hành. Cậu bé đã được gửi vào ngôi trường tiểu học làng ở Camborne và không tỏ ra tận dụng những gì học được, ngoại trừ môn số học, là môn cậu có năng khiếu. Một trong những thầy giáo của cậu mô tả cậu là 'một cậu bé không vâng lời, chậm chạp, bướng, hư, thường xuyên cúp cua, và rất sao nhãng'.